# Roman Jarosz
 (août 2018).
Si vous disposez d'ouvrages ou d'articles de référence ou si vous connaissez des sites web de qualité traitant du thème abordé ici, merci de compléter l'article en donnant les références utiles à sa vérifiabilité et en les liant à la section « Notes et références ».
Roman Jarosz, né en 1887 à Rava-Rouska et mort le 24 janvier 1932 dans le 8e arrondissement de Paris, est un peintre polonais.

## Biographie
Roman est le fils de Ladislas et Modeste Betzinska. Après avoir terminé sa scolarité en 1909, il commence ses études dans l'atelier de Théodor Axentowicz, à l'Académie des beaux-arts de Cracovie. Deux ans plus tard, il part 1811 pour Munich où il étudie brièvement à l'Académie. La même année, il se retrouve à Paris où il suit des cours de peinture de Maurice Denis. Après le déclenchement de la Première Guerre mondiale, il s'engage dans les rangs de la Légion étrangère et après que la Pologne ait recouvré son indépendance, dans l'armée polonaise. Il participe à la Guerre soviéto-polonaise puis retourne à Paris où il poursuit ses études à l'École nationale supérieure des beaux-arts. Les œuvres de Roman Jarosz sont exposées à Paris, notamment aux Salon d'automne et Salon des indépendants, mais ses tableaux sont également présentés en Pologne. Ses œuvres ont pour sujet les fleurs, les natures mortes et les paysages. Il est connu pour ses peintures de la vie parisienne, représentant des places, des rues et des marchés. Il vit dans la Rue Mesnil à Paris et sa mère est restée à Cracovie. Il meurt le 25 janvier 1932, à l'Hôpital Beaujon situé alors dans la Rue du Faubourg-Saint-Honoré à Paris à l'âge de 44 ans.